# Combretum hereroense
Combretum hereroense és una espècie d'arbre nativa de Sud-àfrica inclosa a la família de les combretàcies. Creix en mitjanes a baixes altituds, en sabanes arbustives i en praderies arbrades. També pot créixer als marges dels pantans i sovint sobre termiters. Sol ser un arbre petit d'uns 3 a 5 metres d'alçada, a vegades arriba fins i tot als 10 metres. L'escorça és gris fosc, de textura aspre, solcada i es descama. Les branques sovint s'arquegen. Les fulles es presenten en branquetes laterals i curtes. Són de forma més aviat arrodonida, estretament el·líptiques o quasi ovades d'uns 2-7 x 1-4,5 cm però normalment d'uns 3x2 cm. Són d'un color verd intens a gris verdós densament cobertes d'un vellut de color marró, en particular quan són joves, sovint donant un aspecte marronós particular a l'arbre. Les fulles també presenten de 3 a 6 parells de nervis laterals; l'àpex de les fulles és més aviat arrodonit. Les flors són d'un color blanc cremós tirant a groc, en espigues denses, axil·lars i terminals (en ferides deixades per fulles antigues) d'uns 6 cm de llarg, ocasionalment esfèric d'uns 10 mm de diàmetre. El fruit presenta quatre ales, d'uns 2x2 cm de mida, conspicu (aparent i atraient), d'un color verd llimona que es torna d'un marró vermellós. En la cultura africana, s'ha usat com a amulet per assegurar la caiguda de l'enemic.